# Halász Pál (gépészmérnök)
Halász Pál (Budapest, 1880. augusztus 29. – Budapest, Józsefváros, 1949. július 27.) magyar gépészmérnök, feltaláló.
| Halász Pál                                | Halász Pál                                |
| Kattints az alábbi külső linkek egyikére! | Kattints az alábbi külső linkek egyikére! |
| ----------------------------------------- | ----------------------------------------- |
| Nem található szabad kép.(?)              |                                           |
| külső link · jogvédett                    | Halász Pál arcképe                        |

## Élete
Halász Vilmos és Szendrey Etelka fia. 1902-ben szerzett diplomát a Magyar Királyi József Nádor Műszaki és Gazdaságtudományi Egyetemen. Az első világháború idején feltalálta a hangtalanul működő légnyomásos aknavetőgépet, amelynek legnagyobb előnye az volt, hogy nehezen lehetett meghatározni a kilövés helyét.
Felesége Frankovics Andrea volt.
A Farkasréti temetőben helyezték nyugalomra, azonban sírját később felszámolták.

## Művei
- A projektorokról (Elektrotechnika, 1912)